# Simfonia núm. 12 (Villa-Lobos)
La Simfonia núm. 12 va ser escrita l'any 1957 pel compositor brasiler Heitor Villa-Lobos. Una actuació dura uns vint-i-cinc minuts.

## Història
Villa-Lobos va compondre la Dotzena Simfonia a Nova York el 1957, completant-la el dia del seu setanta aniversari, el 5 de març de 1957. La partitura està dedicada a Mindinha (Arminda Neves d'Almeida), la companya del compositor durant els últims 23 anys de la seva vida. Va ser interpretada per primera vegada a l'Auditori Lisner de Washington, DC, el 20 d'abril de 1958, per la National Symphony Orchestra, dirigida per Howard Mitchell. L'estrena europea va tenir lloc poc després a Brussel·les, el 22 de setembre de 1958, per la Grand Orchestre Symphonique de la Radiodiffusion Nationale Belge, dirigida pel compositor.

## Anàlisi
La simfonia consta de quatre moviments:
1. Allegro non troppo
2. Adagio
3. Scherzo (Vivace)
4. Molto Allegro

La forma del primer moviment s'assembla a un rondó de cinc parts (ABACA), amb una coda en què el tema principal torna en augment.
El segon moviment està en un disseny ternari (ABA) i condueix sense interrupció al tercer moviment.
Igual que el primer moviment, l'scherzo està en forma de rondó de cinc parts, excepte que els retorns de la secció A principal estan en claus diferents, i la segona aparició és immediatament després de la primera: A A' B C A''.
El finale també està en una forma modificada de rondó de cinc parts. Com en l'scherzo, la tornada torna en claus diferents de la seva aparença inicial.